# Siegwulf Turek
Siegwulf Turek (* 15. Oktober 1950 in Salzburg) ist ein österreichischer Regisseur, Bühnenbildner und Projektionsdesigner.

## Biografie
Siegwulf Turek studierte an der Hochschule für Musik und darstellende Kunst Mozarteum, wo er 1975 den Diplomabschluss erhielt. Von 1975 bis 1976 war er Assistent von Prof. Günther Schneider-Siemssen, unter anderen an der Wiener Staatsoper, bei den Salzburger Festspielen, in der Bayerischen und der Hamburger Staatsoper.
Im Jahr 1984 hatte er sein Regie-Debüt beim Opernfestival in Madrid mit Elektra von Richard Strauss. Von da an war er als freischaffender Regisseur, Bühnenbildner, Kostümbildner, Lightdesigner, Projektionsdesigner an großen in- und ausländischen Opernhäusern wie den Salzburger Festspielhäusern, Seattle Opera, Helsinki, Kopenhagen, Monte Carlo und anderen tätig.
Als Ausstatter der Fernsehshows „Goldene Europa“, „Glücksspirale“ und „ARD Wunschkonzert“ kam es zur Zusammenarbeit mit Pop- und Rockstars von Tina Turner bis Falco. Seit 1998 gilt Siegwulf Turek als einer der führenden Künstler bei der Entwicklung und Gestaltung von Megaevents („Hallmania“ Hallstatt, Weltkulturerbeverleihung durch die UNESCO; „Soñadores de España“ mit Plácido Domingo bei der EXPO Sevilla; „Das Spiel der Sinne“ Casino Baden bei Wien und „Klangwellen“ Wörthersee und Bonn).
Von 1979 bis zum Tod Tobias Reisers d. J. prägten Tureks Bühnenbilder auch zahlreiche Inszenierungen des Salzburger Adventsingens.
Im Jahr 1994 wurde er vom finnischen Präsidenten Martti Ahtisaari zum Professor für Lightdesign an der Universität Helsinki ernannt.
Turek war 2006 Gründer und künstlerischer Leiter des Salzkammergut Mozart Festivals „Zu den Wurzeln des Genies“, in dessen Rahmen Turek die Sonderausstellung im Museum Hallstatt „Turek´s Zauberflötenwelt“ gestaltete. Regie und Libretto für den neuen Schluss der Mozartoper „Die Schuldigkeit des ersten Gebots“.
Seit 2006 gestaltet er gemeinsam mit Josef Radauer in Andenken an Tobias Reiser wieder ein eigenes Adventsingen, das Tobias Reiser Adventsingen – in der Großen Aula der Universität Salzburg.
2007 war er Artistic Director für das Megaevent „MeLUXina“ Luxembourg – Kulturhauptstadt Europas
Seit 2009 arbeitet Turek als freischaffender Maler. Ausstellungen in der Art Galerie im Heritage Hotel Hallstatt, welcher er auch als künstlerischer Koordinator vorsteht. 2010 „Die Großen der Kunst“ 2011 „Maschere Mistiche e Venezia“.
Siegwulf Turek war von 1976 bis zu ihrem Tod im Jahre 2024 mit Kammersängerin Ruth Hesse verheiratet und lebt seit 1994 in Hallstatt.

## Auszeichnungen
- 2011: Großes Verdienstzeichen des Landes Salzburg[1]
- 2015: Kulturmedaille des Landes Oberösterreich